# گواهینامه امضاء کد دیجیتال
گواهینامه امضاء کد پروسه پردازش دیجیتالی، امضا فایل‌های اجرایی اسکریپت‌ها برای شناسایی سازنده یا نویسنده کد یا برنامه و اطمینان از عدم دستکاری شدن کد می‌باشد. این پروسه از یک الگوریتم هش شده کریپتوگرافیک برای اعتبارسنجی استفاده می‌کند.
امضا دیجیتال موارد زیادی را تحت نظر می‌گیرد یکی از مهم‌ترین موارد آن ارائه امنیت برای توسعه نرم‌افزاری می‌باشد در بعضی از زبان‌های برنامه‌نویسی می‌تواند از آن برای جلوگیری از تداخل فضاهای نام استفاده کرد. هر نوعی از امضا کد از یک مکانیسم امضا دیجیتال استفاده می‌نماید و چک می‌نماید که آیا کد دستکاری شده یا خیر. همچنین اطلاعاتی دربارهٔ ناشر یا ورژن نرم‌افزار در اختیار کاربران می‌گذارد که بسیار مهم می‌باشد.

## نوع برقراری امنیت
میزان امنیت گواهینامه به میزان امنیت کلیدی می‌باشد که برای رمزنگاری مورد استفاده قرار می‌گیرد همانند دیگر روش‌ها و تکنولوژی‌های PKI میزان امنیت سیستم به میزان امن کردن ناشر و حفاظت آن از کلید اختصاصی که در اختیار خودش می‌باشد دارد. این کلیدها می‌بایست در دست ناشر باقی بماند و در سرور اصلی ذخیره باشد؛ بنابراین نگهداری این کلید در جایی امن بسیار مهم و حیاتی می‌باشد.
بسیاری از الگوریتم‌های رمزیابی از روشی استفاده می‌نماید که از دو کلید به صورت همزمان استفاده می‌شود یکی به عنوان کلید عمومی و دیگری بنام کلید اختصاصی دقیقاً همانند پروسه SSL و SSH. برای مثال برنامه نویسان زبان برنامه‌نویسی .net می‌خواهند فایل‌های DLL خود را امضا دیجیتال یا گواهینامه امضاء کد بنمایند این مدل از رمزنگاری بسیار ارزشمند می‌باشد و باعث خواهد شد دستکاری فایل‌ها و برنامه به حداقل ممکن برسد. حتی با استفاده از وب بروزر یا مرورگرهای وب نیز امکان این مورد وجود دارد که بتوانید دستکاری شده بودن فایل‌ها را مورد بررسی قرار دهید و این خود می‌تواند یک مورد مهم محسوب بشود یکی دیگر از کارکردهای بسیار مهم استفاده از پچ‌های امنیتی می‌باشد که می‌توانید با استفاده از این نوع از گواهینامه آن‌ها را امن نمایید این مدل برای سیستم عامل‌های mac و ویندوز در زمان اجرای برنامه کار کرده و صحت عملکرد آن را بنمایش می‌گذارد.